# 李勉之
李勉之（1966年9月19日—），小名阿勉，英文名Amin，男，生於香港，成長於澳門，1985年來台灣，在台灣出道，台灣漫畫家，淡江大學日文系畢業，就讀淡江大學期間曾加入劍道社。代表作品《百無禁忌 Miss阿性》為台灣性教育漫畫的先驅。

## 人物
- 曾任高永的助手、大然文化美術編輯[1]。
- 曾經以32頁單篇漫畫〈女鬼跟著你〉[3]獲得東立出版社第一屆《少年快報》新人獎第二名[1][4][5]。
- 曾在尖端出版《神奇地帶》負責封面、插圖等工作。
- 2012年7月20日，擔任香港數碼娛樂協會主辦「香港漫畫研習營」講師。

## 作品一覽
漫畫
- 《小琪的奇幻世界》：光復書局《兒童日報》連載。
- 《好字在》[6]：漫畫銀行出版社出版。
- 《髒語生》[7]：漫畫銀行出版社出版。
- 《百無禁忌 Miss阿性》：阿性企劃，大然文化《熱門少年TOP》周刊連載。
- 《AMIN漫畫實戰道場》：大然文化《熱門少年TOP》周刊連載，未發行單行本。
- 《我是YOYO高手 李勉之漫畫秘笈版》：YO娃娃原作，小貓社出版。
- 《鳥蛋新聞》[8]：時報文化出版。
- 《校園撚人王》：甜筒輝編劇，跨傳媒（Cross Media）《爆笑王》雙周刊連載，跨傳媒出版。
- 《天使愛美麗》：台北市漫畫從業人員職業工會《GO漫畫創意誌》連載[9]。
- 《漫畫e事件》：錢櫃企業網站連載。
- 《非凡時事漫畫》：《非凡新聞周刊》連載。
- 《電腦基礎百科》：《電腦家庭月刊》連載。
- 《哇靠老爸》：facebook阿勉頻道連載。
- 《阿勉慢漫畫》：facebook阿勉頻道連載。

人物設定
- 《MISS阿性李勉之的世紀大富翁》：爾波國際（Apply Technology）製作，華義國際發行。

## 外部連結
- facebook阿勉頻道